# گلکسی (برند شکلات)

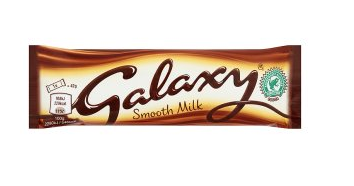
بسته‌بندی فعلی استفاده شده توسط گلکسی

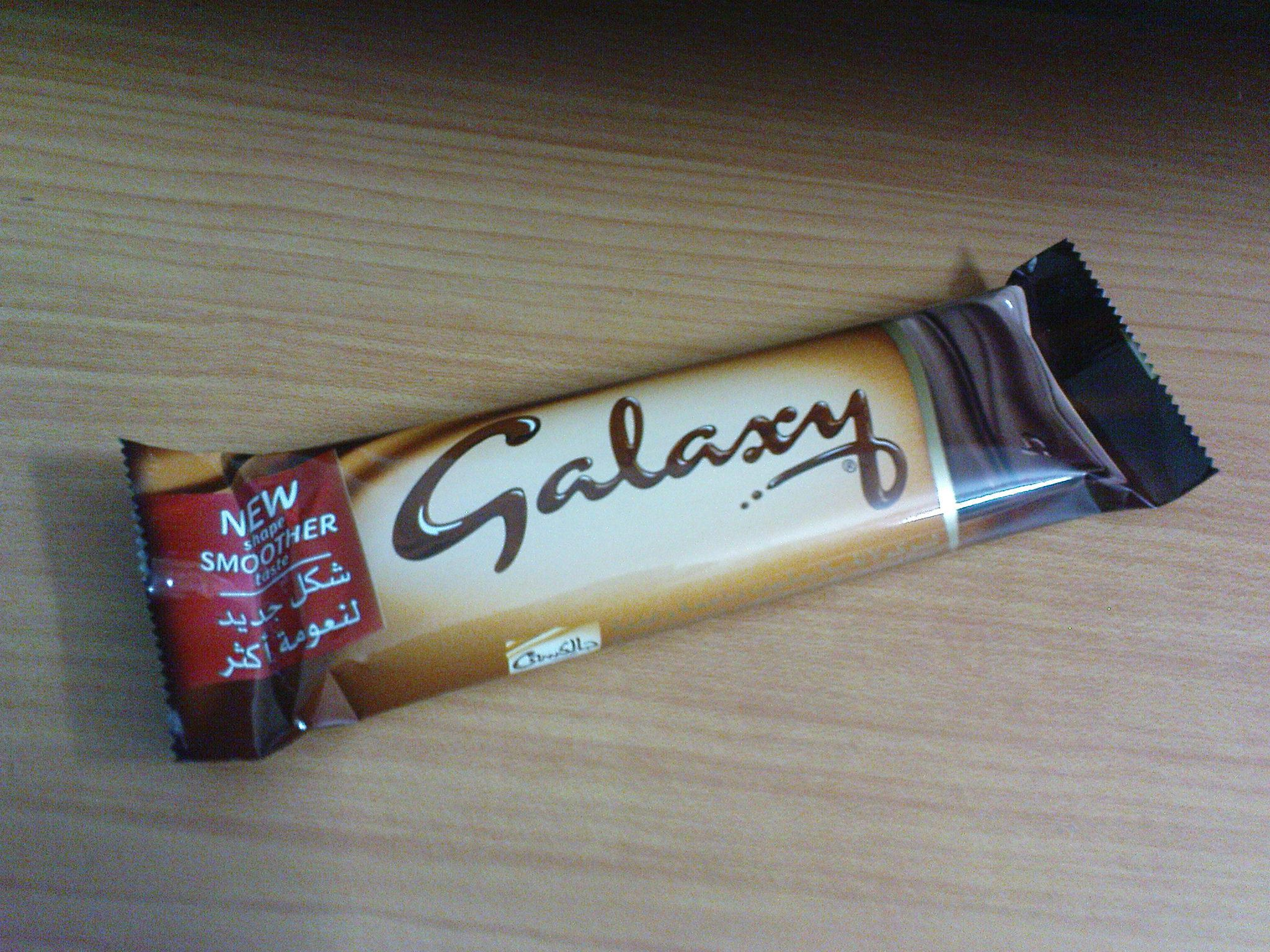
بسته‌بندی قدیمی مورد استفاده گلکسی

گلکسی (انگلیسی: Galaxy) یک شکلات تخته ای است که توسط مارس اینکورپوریتد ساخته و به بازار عرضه شده‌است. این محصول اولین بار در دهه ۱۹۶۰ در بریتانیا تولید شد. گلکسی در بریتانیا، ایرلند، آفریقای جنوبی، خاورمیانه، مراکش، هند، پاکستان، مالت با نام گلکسی و در ایالات متحده، کانادا، مکزیک و کشورهای مختلف اروپای قاره‌ای با نام داو فروخته می‌شود.

## نگارخانه

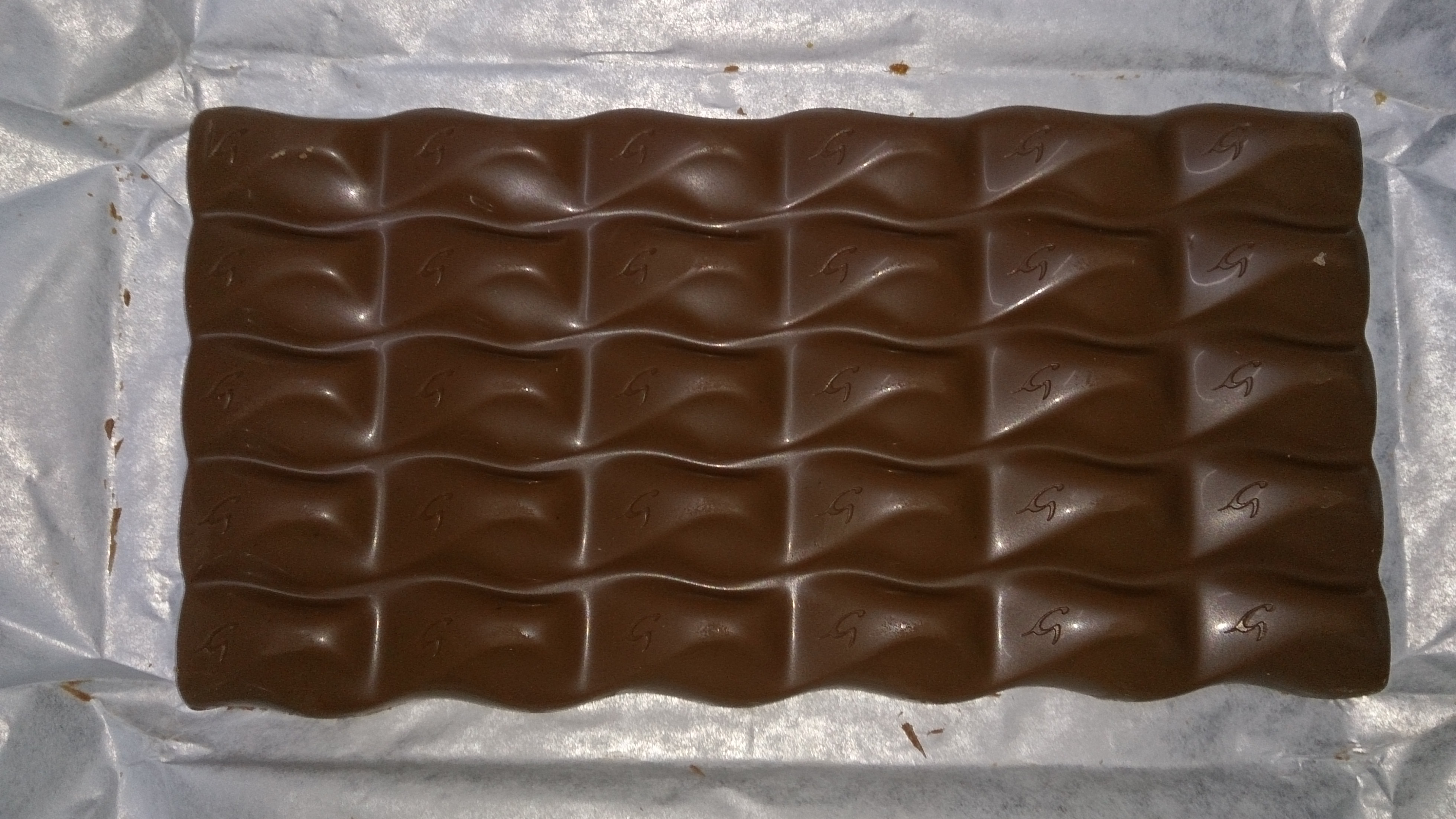
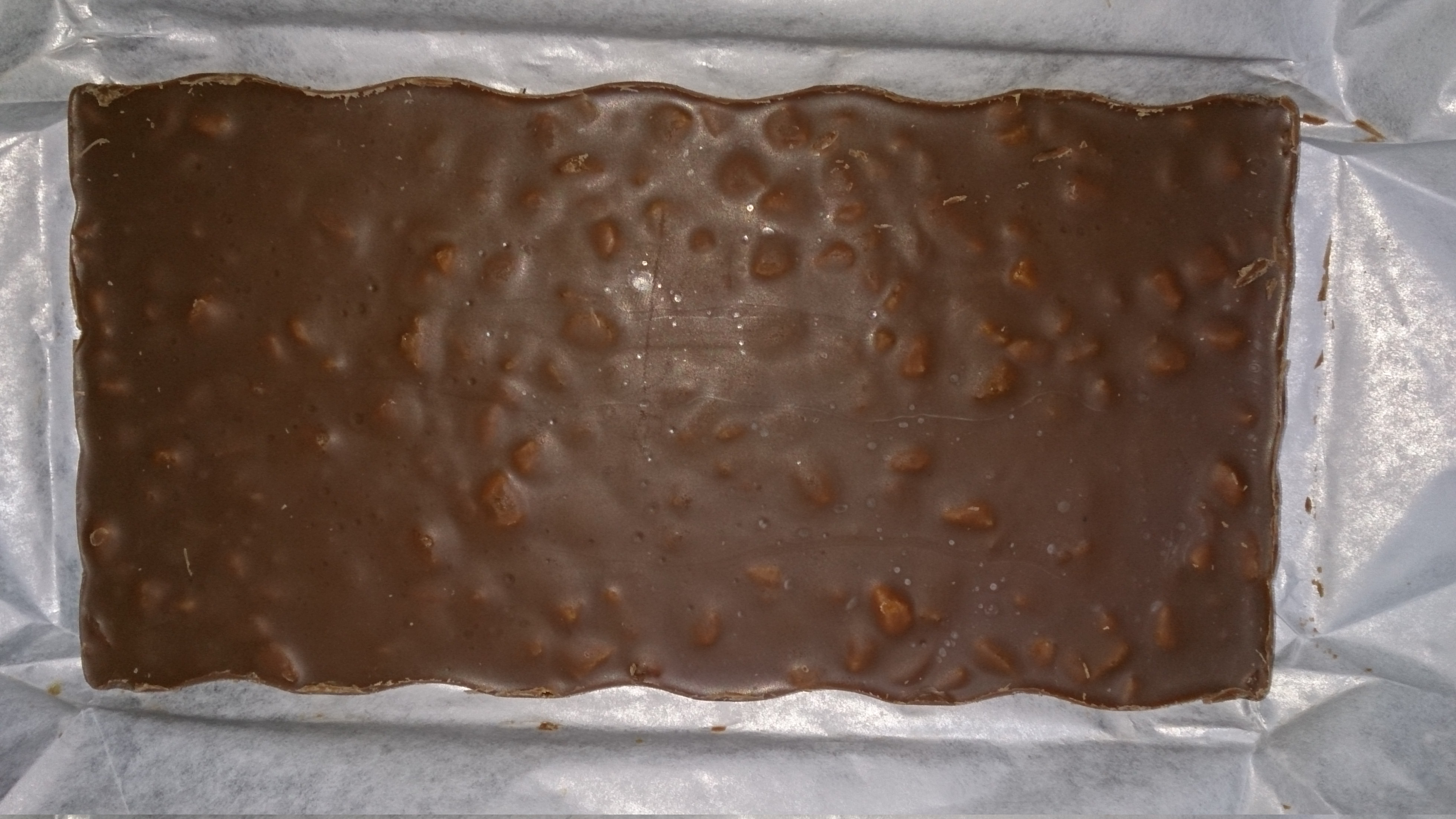
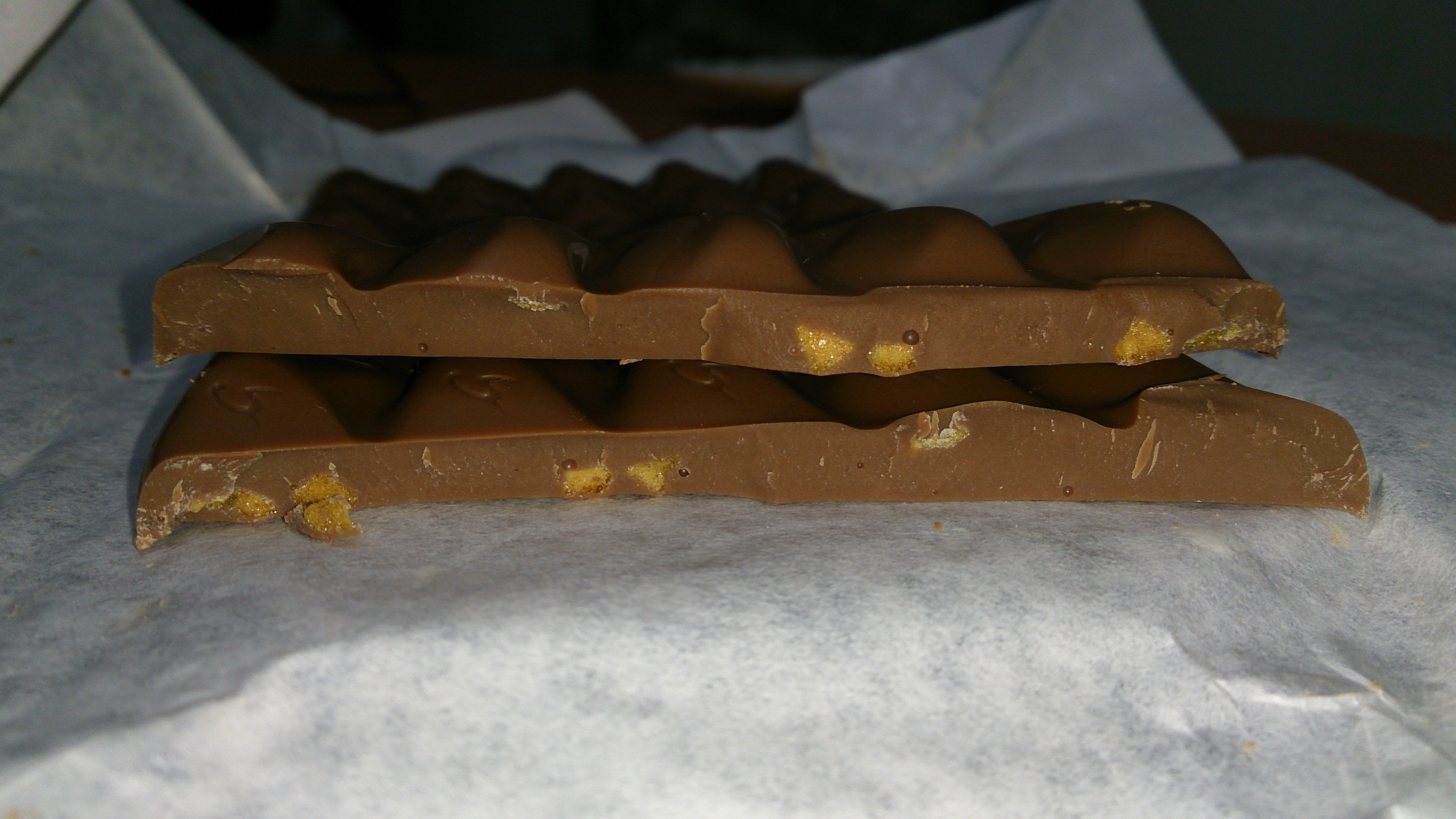
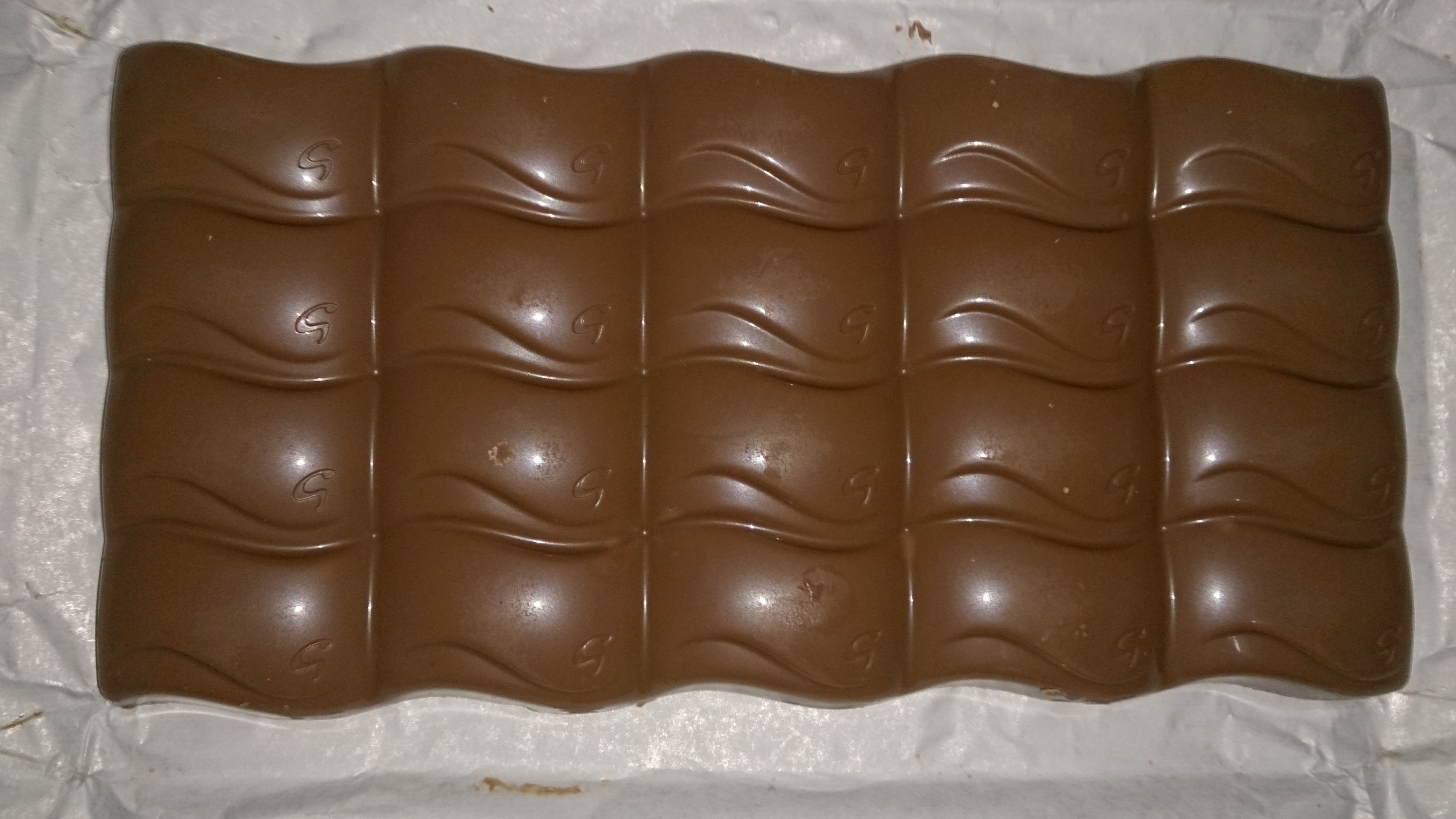
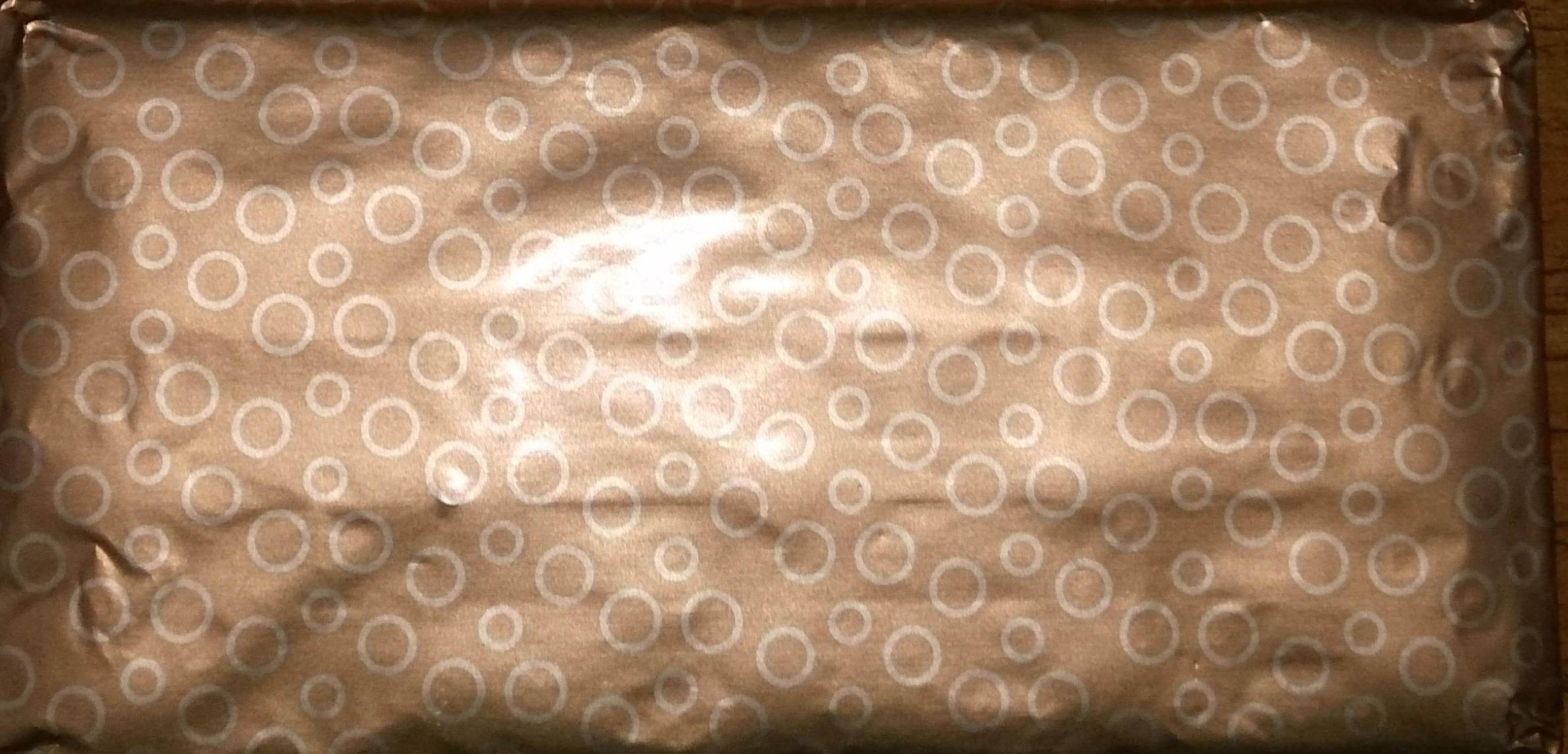
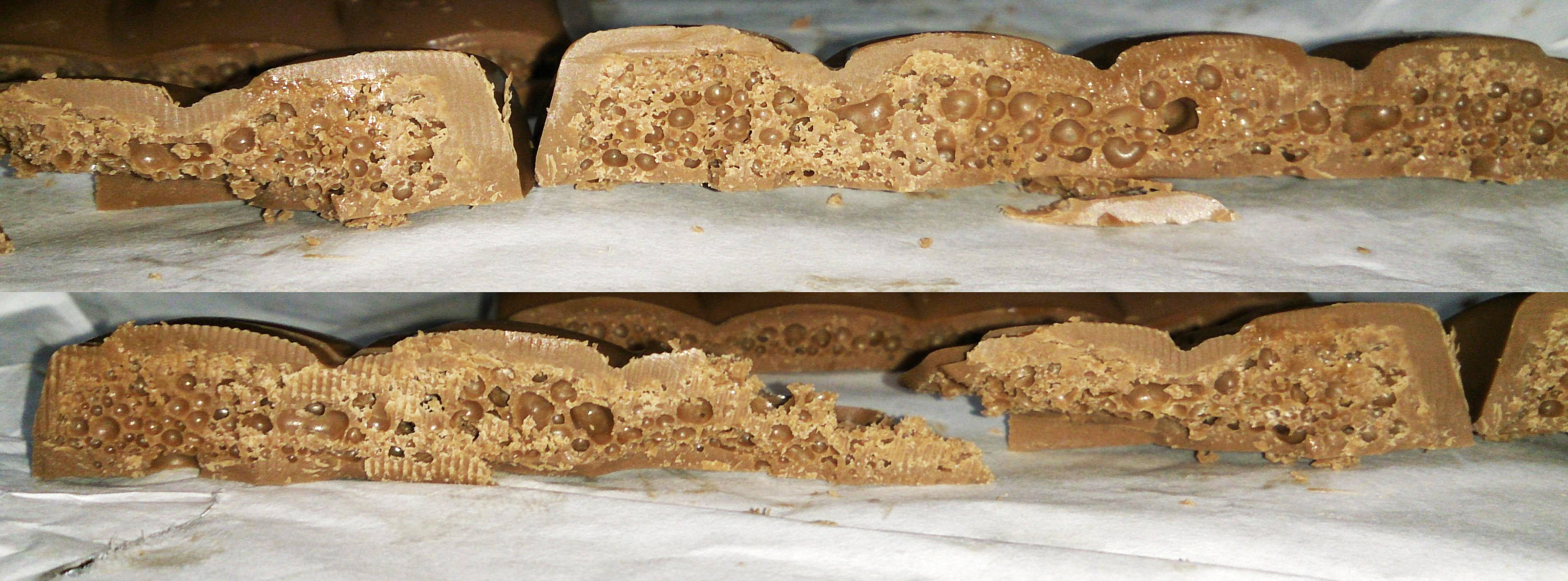
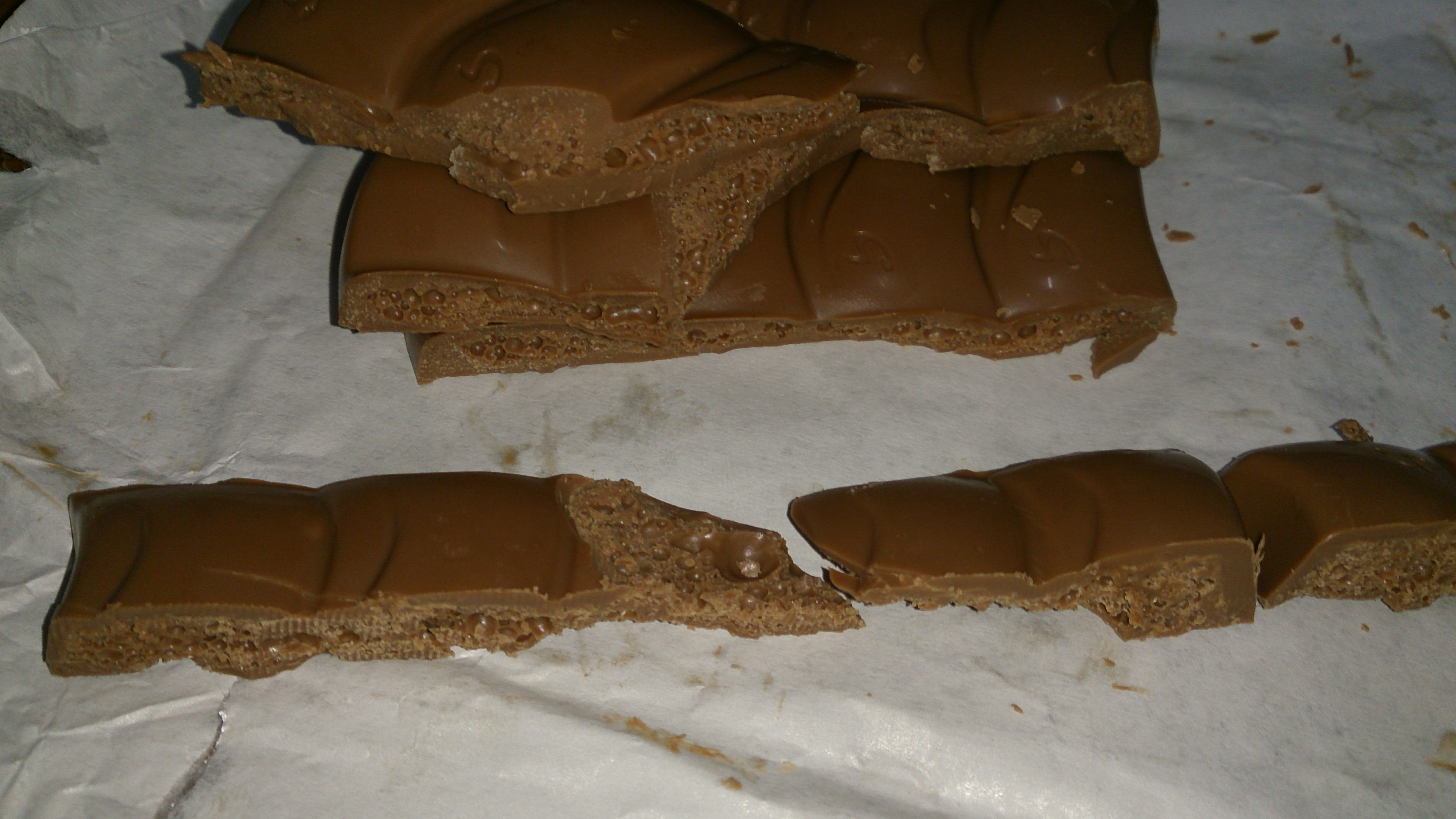
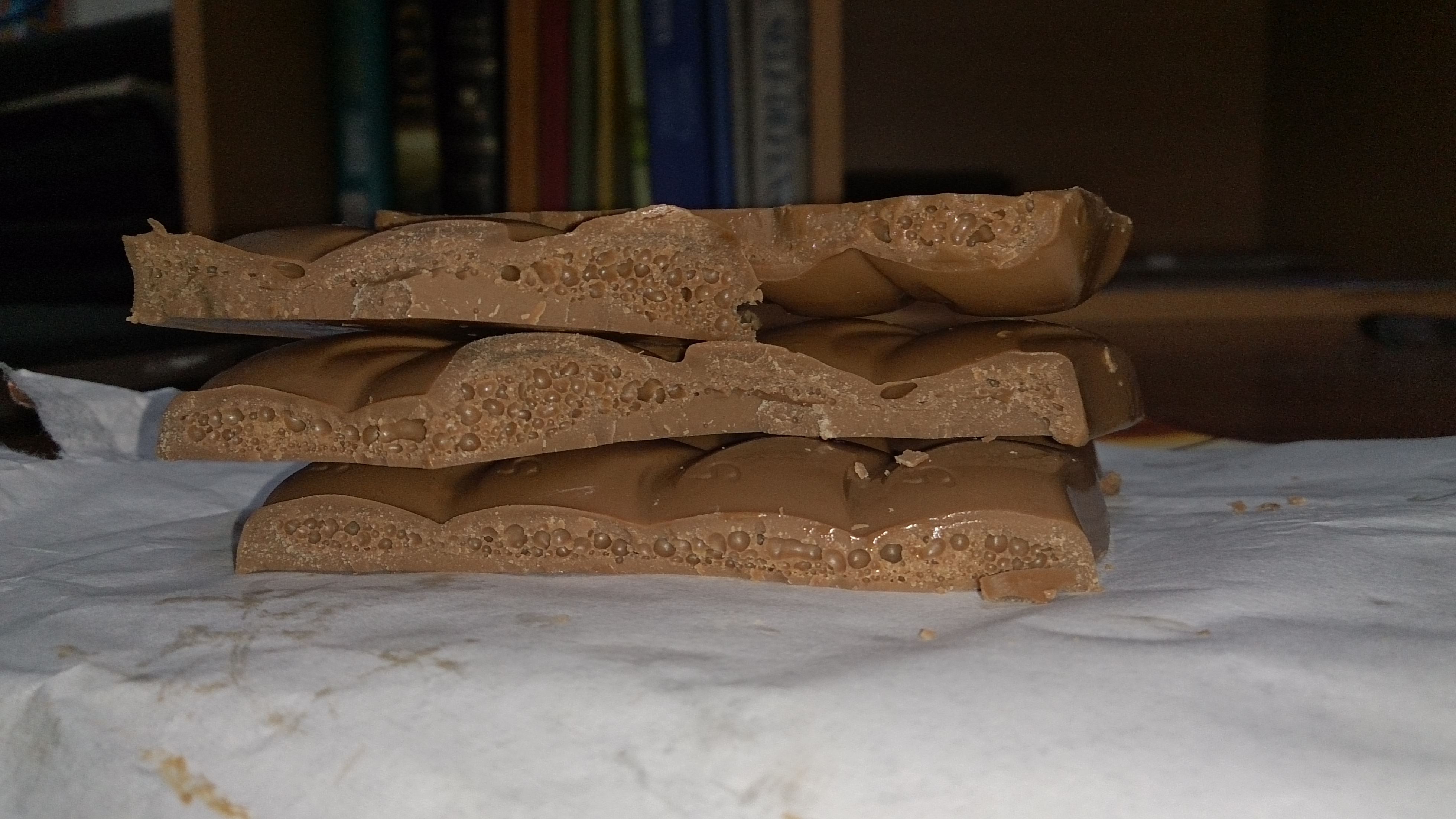